# Song Jae-kun
Song Jae-kun (kor. 송재근; * 15. Februar 1974) ist ein südkoreanischer Shorttracker.

## Sportliche Karriere
Song gewann bei den Olympischen Winterspielen 1992 in Albertville mit der Staffel über 5000 m zusammen mit Kim Ki-hoon, Lee Joon-ho und Mo Ji-soo eine Goldmedaille. Über die Distanz von 1000 m belegte er lediglich Platz 20. Nach seiner aktiven Laufbahn wurde Song Shorttracktrainer.

## Laufbahn als Trainer
- 2005–2010 : trainierte er die südkoreanische Nationalmannschaft.[9][10]

- 2015–2022 : trainierte er die chinesische Vereins- und chinesische Nationalmannschaft.[11][12][13]

## Ehrungen
- Medaille „Blue Dragon“ der Republik Korea.